# Lac Long (massif du Mercantour-Argentera)
Pour les articles homonymes, voir Lac Long.
Le lac Long est situé dans le massif du Mercantour, à 2 566 m d'altitude sur la commune de Belvédère, dans le département des Alpes-Maritimes.

## Géographie
Le lac Long a une superficie maximum de 19 hectares et est inclus dans le parc national du Mercantour. Il est surplombé par la cime du Gélas au nord-ouest, la cime de la Malédie au nord-est, le mont Colomb au sud-ouest et le mont Rond au sud-est.
Un barrage de retenue à usage hydroélectrique et géré par EDF, a été construit en 1971 à son extrémité sud, pour un volume d'eau de 4 740 000 m3.

## Accès
Le lac Long est accessible en randonnée depuis le parking du pont du Countet, dans la vallée de la Gordolasque, via le lac de la Fous au bord duquel se situe le refuge de Nice.

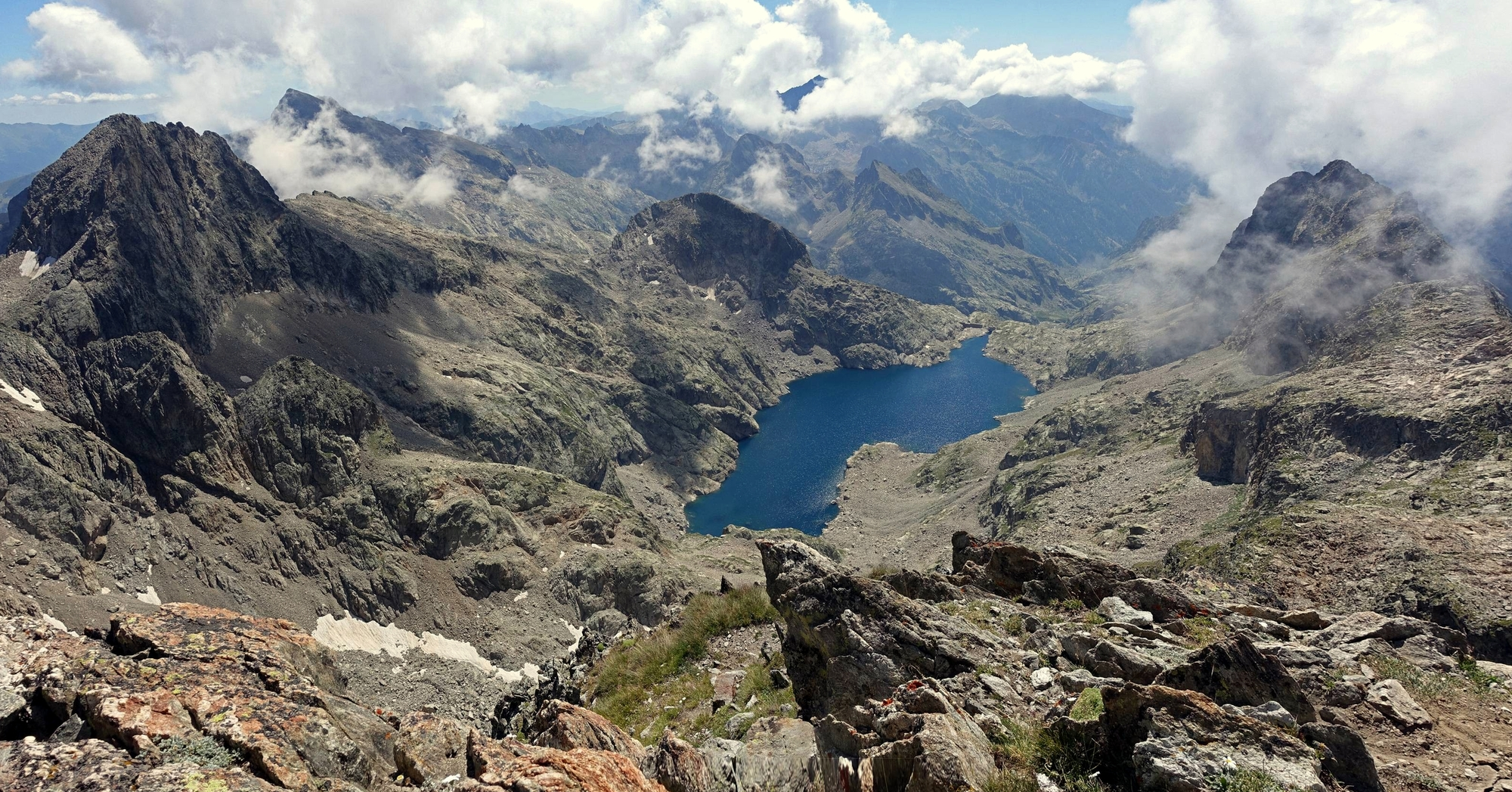
Le lac Long vu depuis le balcon du Gélas.